# NGC 833
إن جي سي 833 (بالألمانية: NGC 833) التي يرمز لها بالرمز NGC 833، هي مجرة، في كوكبة قيطس.

## الاكتشاف
اكتشفت في 28 نوفمبر 1785، بواسطة ويليام هيرشل.